# Charles L. Seitz
Charles Lewis Chuck Seitz ist ein US-amerikanischer Computer-Konstrukteur.
Seitz studierte am Massachusetts Institute of Technology (MIT) Elektrotechnik (Informatik), mit der Promotion 1971 bei Donald Troxel (Graph Representations for Logical Machines) Noch als Student gab er Kurse am MIT über Netzwerke und Automatentheorie (wofür er die Goodwin Medal des MIT bekam), war wesentlich an der Entwicklung des Laborkurses über digitale Systeme beteiligt und entwarf logische Schaltkreise unter anderem für die Bildverarbeitung, teilweise mit Parallelrechner-Komponenten. In seiner Dissertation entwickelte er die mathematischen Grundlagen asynchroner Logik, wie sie im Entwurf von Parallelrechner-Schaltkreisen benötigt wurde. Nach dem Studium ging er an die University of Utah zu Ivan Sutherland und David Evans (und ihrer Firma Evans & Sunderland) und war an der Entwicklung von digitalen bildverarbeitenden Prozessoren mit Pipeline-Architektur beteiligt. Danach ging er zu Burroughs in Kalifornien und ab 1977 war er Professor am Caltech.
Er entwickelte am Caltech neue Methoden des VLSI-Entwurfs von Chips für konkurrente Rechner, die er mit seinen Studenten umsetzte. Ab 1981 entwickelte er mit Geoffrey C. Fox den Parallelrechner Caltech Cosmic Cube. Er hatte 64 Intel-8086/87-Prozessoren und wurde für Rechnungen in der Quantenchromodynamik auf dem Gitter eingesetzt. Die dabei entwickelten neuen Hardware- und Software-Techniken fanden später Eingang in die Industrie; zum Beispiel gründeten einige seiner Studenten aus dem Projekt 1987 die Firma Parasoft, und die Technologie fand Eingang im Intel Paragon, im ASCI Red Supercomputer der Sandia National Laboratories und beim Cray T3D und Cray T3E. 1994 war er Mitgründer von Myricom, die das schnelle (Gigabit pro Sekunde) Packet-Switching-Netzwerk-System Myrinet entwickelte, das in vielen PC-Clustern eingesetzt wurde. 2010 trat er als Chief Executive Officer und Präsident von Myricom zurück, um sich mehr der Forschung und dem Schreiben zu widmen.
1992 wurde er in die National Academy of Engineering aufgenommen. 2011 erhielt er den Seymour Cray Award.
Zu seinen Doktoranden zählt William J. Dally.